# Barriemore Barlow
Barry "Barriemore" Barlow (ur. 10 września 1949 w Birmingham) – brytyjski perkusista. Barlow współpracował z takimi grupami muzycznymi i wykonawcami jak Jethro Tull, The Blades, Ian Anderson, John Evan, Jeffrey Hammond-Hammond, Tandoori Cassette, Zal Cleminson, Charlie Tumahai, Ronnie Leahy, Yngwie Malmsteen, Robert Plant, George Harrison czy Jimmy Page.

## Wybrana dyskografia
- 1971 – Life Is A Long Song (Jethro Tull)
- 1973 – A Passion Play (Jethro Tull)
- 1977 – Songs From The Wood (Jethro Tull)